# Haus Schulte-Witten

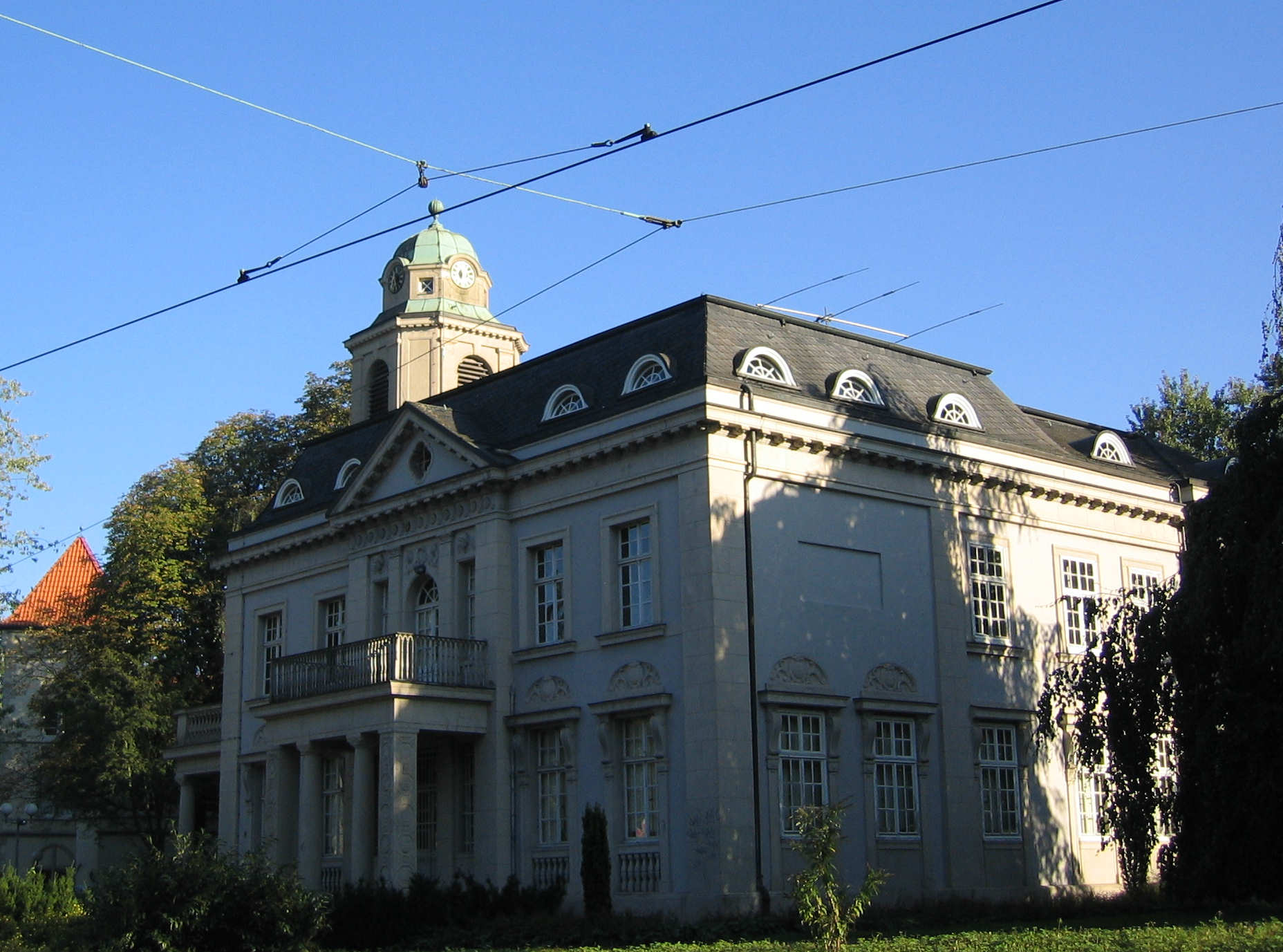
Vorderansicht Haus Schulte-Witten

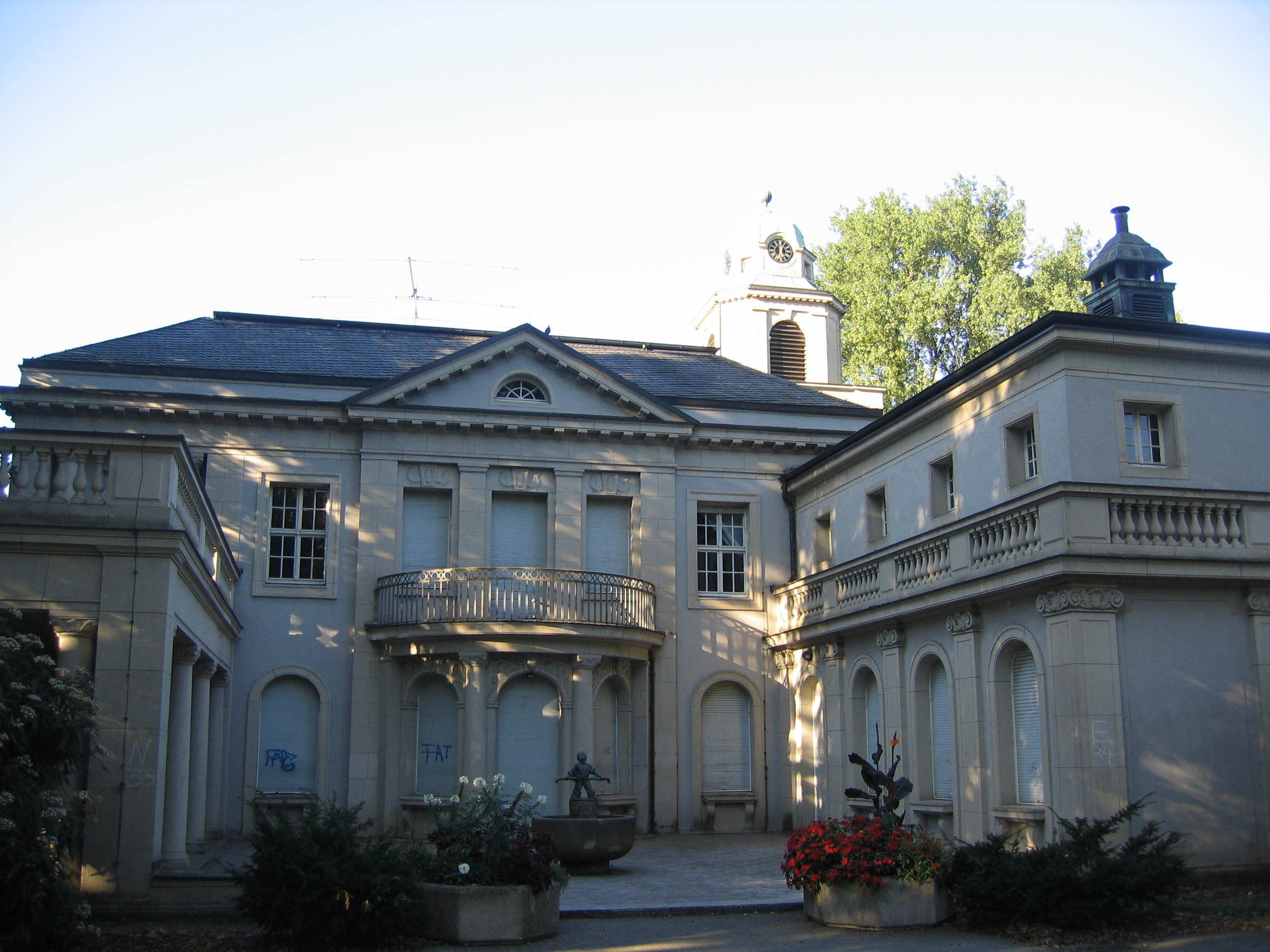
Hinteransicht Haus Schulte-Witten

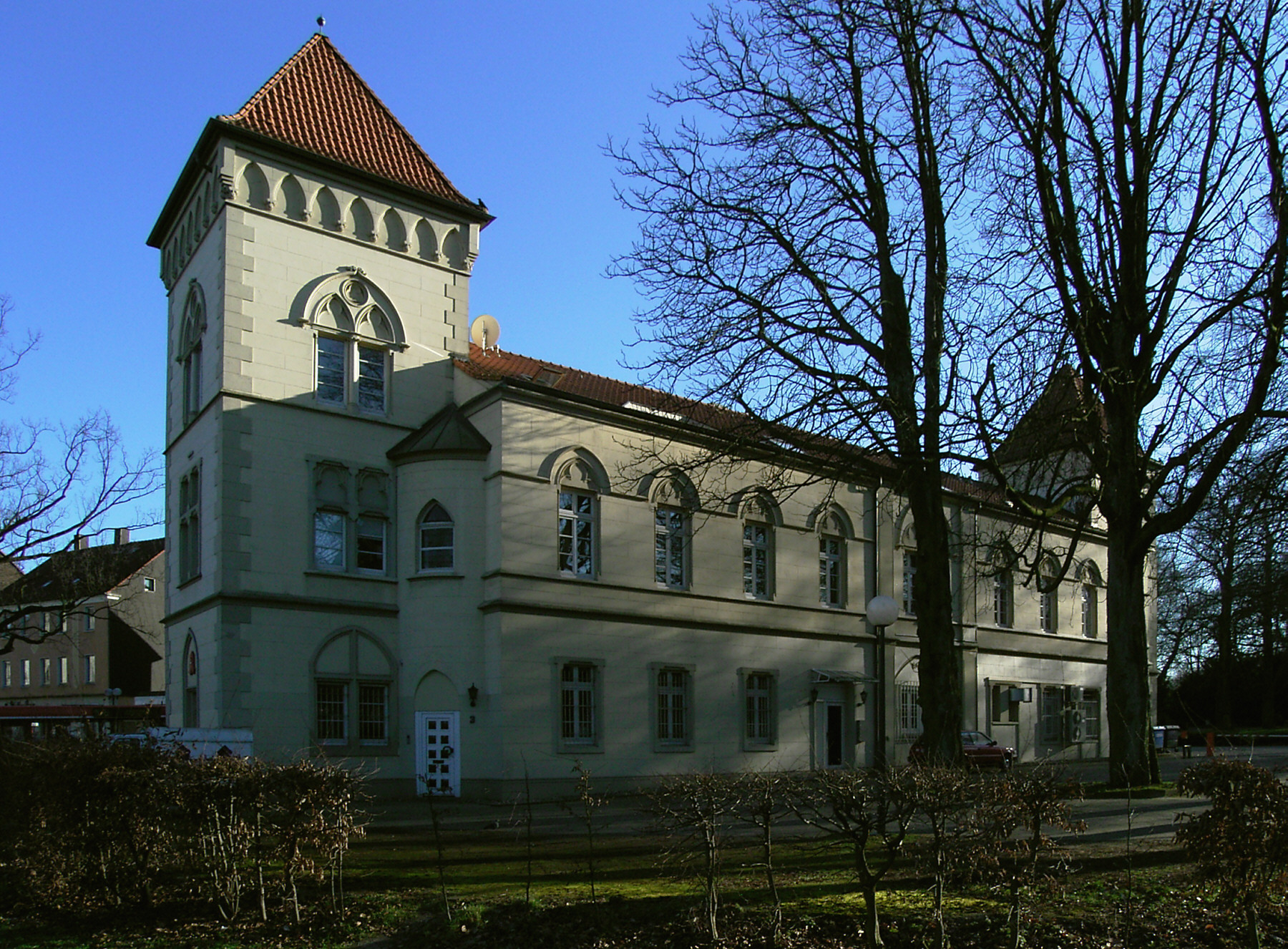
Hinteransicht Wirtschafts- und Renteigebäude

Das Haus Schulte-Witten im Dortmunder Stadtteil Dorstfeld ist ein 1880 erbautes Herrenhaus.
In den Jahren 1913–1915 wurde das Gebäude im Auftrag von Erich Schulte-Witten durch die Architekten Gröpler, Feldmann und Müller umfangreich im Stil des Neobarocks und des Neoklassizismus erweitert.
Archäologische Funde belegen ein Vorgebäude am gleichen Standort, das sich auf den Dreißigjährigen Krieg datieren lässt. Die Familie Schulte-Witten lässt sich auf das Jahr 1394 zurückverfolgen. Ihr gehörten umfangreiche Ländereien in der Gemarkung Dorstfeld, die sie im Zuge der aufkommenden Industrialisierung an Bergbauunternehmen verkaufte. (siehe auch Zeche Dorstfeld).
Das Haus Schulte-Witten wird heute an die Stadt Dortmund verpachtet und befindet sich noch im Besitz der Familie Schulte-Witten. Es wird als Stadtteilbibliothek und für sogenannte Ambiente-Trauungen genutzt. Außerdem hatte dort die Gesellschaft für christlich-jüdische Zusammenarbeit Dortmund viele Jahre ihren Sitz. Das Haus ist als Baudenkmal in die Denkmalliste der Stadt Dortmund eingetragen.
Im Uhrturm des Hauses wurde im Sommer 1989 ein elektronisches Glockenspiel installiert, welches täglich um  10:05, 12:05, 15:05 und 19:05 Uhr erklingt. Das Glockenspiel wurde vom Dorstfelder Förderverein gestiftet und am 12. August desselben Jahres feierlich eingeweiht. Das Glockenspiel sollte ursprünglich mit dem Steigerlied an den Bergbau in Dorstfeld erinnern. In den frühen 2000er Jahren wurde das Glockenspiel renoviert und das Repertoire mit dem Volkslied Wenn alle Brünnlein fließen sowie mit dem zwischen 9 und 18 Uhr viertelstündlich erklingenden Westminsterschlag erweitert. Das Glockenspiel umfasst zwölf Glocken. 
Hinter dem Haus befindet sich ein Parkgelände, zur Wittener Straße schließt sich das ehemalige Wirtschafts- und Renteigebäude (heute als Geschäftshaus genutzt) an.
Gegenüber dem Schulte-Witten-Haus steht eine Gedenkskulptur, die an die 1938 geschändete und abgebrochene Dorstfelder Synagoge erinnert.